# Stockholm Open 2021
Stockholm Open 2021 — тенісний турнір, що проходив на кортах з твердим покриттям у місті Стокгольм, Швеція з 8 до 14 листопада. Належав до категорії ATP 250.

## Фінальна частина

### Одиночний розряд
Томмі Пол —  Денис Шаповалов 6–4, 2–6, 6–4

### Парний розряд
Сантьяго Гонсалес /  Андрес Мольтені —  Айсам-уль-Хак Куреші /  Жан-Жульєн Роєр 6–2, 6–2